# بورغ ثورب
بورغ ثورب (بالدنماركية: Børge Thorup)‏ هو لاعب كرة قدم دنماركي في مركز الدفاع، ولد في 4 أكتوبر 1943 في كوبنهاغن في الدنمارك. لعب مع كريستال بالاس.

## وصلات خارجية
- بورغ ثورب على موقع قاعدة بيانات كرة القدم.إي يو (الإنجليزية)
- بورغ ثورب على موقع ناشيونال فوتبول تيمز (الإنجليزية)